# Ivan Graziani (Slipcase)
Ivan Graziani è un cofanetto antologico che raccoglie tre album del cantautore italiano omonimo pubblicato nel 2007

## Tracce

### CD 1 – Ballata per 4 stagioni
1. Ballata per 4 stagioni
2. Dimmi ci credi tu ?
3. Il mio cerchio azzurro
4. I giorni di novembre
5. Donna della terra
6. Il campo della fiera
7. La pazza sul fiume
8. Come
9. Trench
10. E sei così bella

### CD 2 – Pigro
1. Monna Lisa
2. Sabbia del deserto
3. Paolina
4. Fango
5. Pigro
6. Al festival slow folk di b-Milano
7. Gabriele D'Annunzio
8. Scappo di casa

### CD 3 - Agnese dolce Agnese
1. Taglia la testa al gallo
2. Fame
3. Veleno all'autogrill
4. Il piede di San Raffaele
5. Doctor Jekyll and Mr. Hyde
6. Agnese
7. Il prete di Anghiari
8. Fuoco sulla collina
9. Modena park
10. Canzone per Susy